# مرسوم عبد الرحمن وحيد 23 يوليو 2001

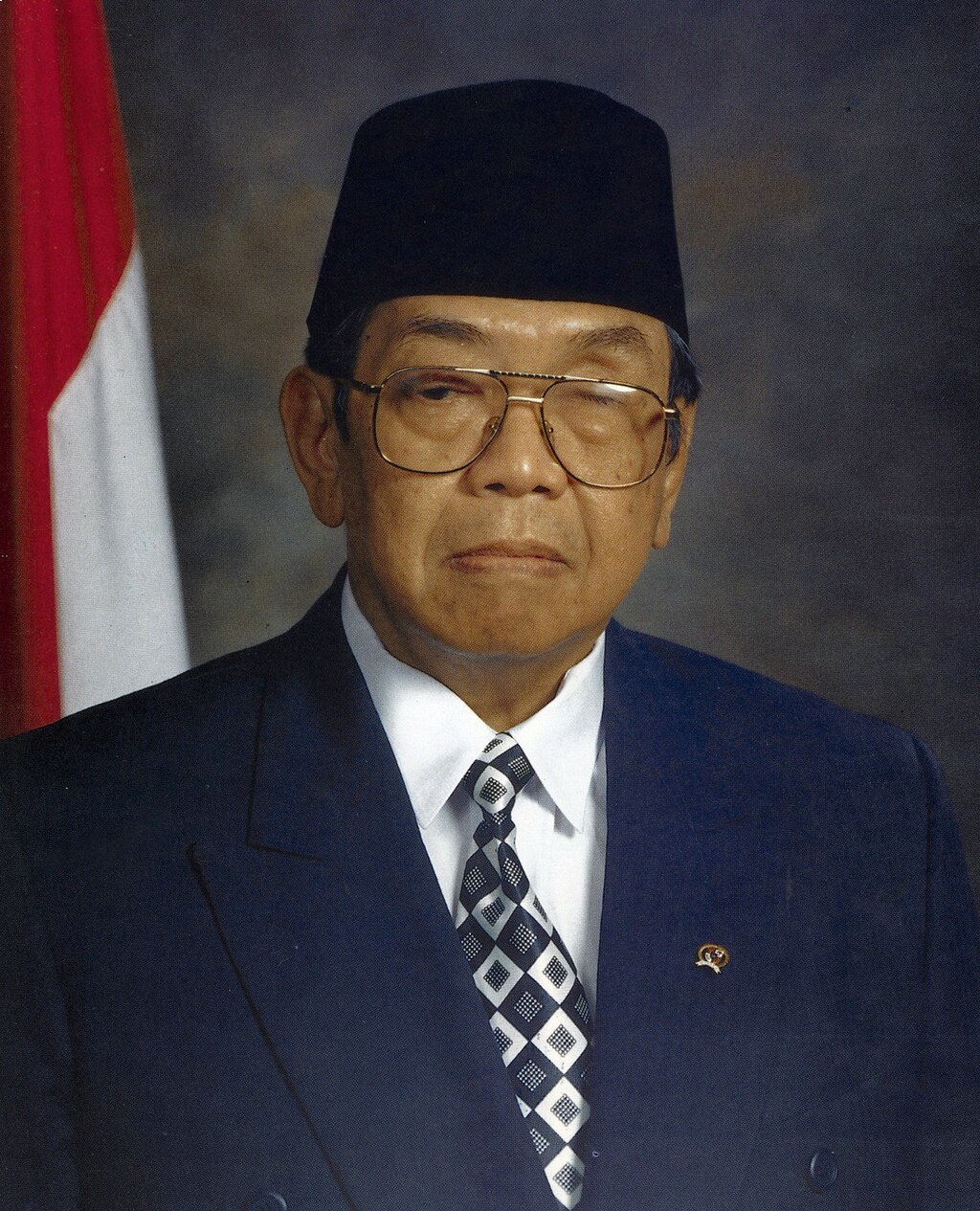
أصدر رئيس إندونيسيا عبد الرحمن وحيد مرسومه في 23 يوليو 2001

مرسوم عبد الرحمن وحيد 23 يوليو 2001 صدر عن الرئيس الرابع لإندونيسيا عبد الرحمن وحيد، في ذروة مواجهته ضد المجلس الاستشاري الشعبي وأطراف أخرى من المجتمع، والتي تشمل القوات المسلحة الوطنية الإندونيسية.
أمر المرسوم بحل مجلس الشورى الشعبي ومجلس النواب الشعبي من أجل «إعادة السيادة إلى الشعب» من خلال الدعوة إلى إجراء انتخابات عامة في غضون عام، وإزالة جميع فلول نظام النظام الجديد بحل حزب جولكار.
ورد البرلمان على مرسوم وحيد وعقد على الفور جلسة استثنائية للبرلمان من أجل مقاضاة وحيد في نفس اليوم. موقف وحيد محاصر أكثر بعد رفض القوات المسلحة والشرطة الوطنية الاندونيسية الامتثال لمرسومه. شهد المرسوم سقوط وحيد من رئاسته حيث تم تمرير اقتراح العزل بنجاح من قبل المجلس الاستشاري الشعبي، وتم التصويت على ميجاواتي سوكارنوبوتري لخلافته كرئيسة إندونيسيا وذلك في اليوم التالي من إصدار المرسوم.

## خلفية
كان إجراء رئيس إندونيسيا لإصدار مرسوم سابق منذ عام 1959، عندما أمر المرسوم الرئاسي للرئيس سوكارنو بحل الجمعية الدستورية لإندونيسيا وإعادة إدخال دستور عام 1945. صدر مرسوم 1959 لمعالجة فشل الجمعية في رسم دستور جديد ليحل محل دستور 1950 المؤقت، ثم التصويت على أغلبية الثلثين للعودة إلى دستور عام 1945.

### رئاسة وحيد
منذ بداية رئاسته اختلف موقف وحيد وموقفه مع العديد من السياسيين وأعضاء المجتمع. عارض المسلمون الإندونيسيون المؤيدون للفلسطينيين بشدة خطوة وحيد التصالحية إلى إسرائيل واقتراحًا إضافيًا للانخراط في التجارة مع البلاد، حيث لا يوجد ما يبرر العلاقات الإندونيسية مع إسرائيل.
كانت علاقته مع المجلس الاستشاري الشعبي مضطربة. وقد عارض العديد من كبار القادة العسكريين قراره بتعيين حليفه آغوس ويراهاديكوسوما كقائد لـ الجيش الاحتياطي الاستراتيجي للقوات البرية الإندونيسية في أبريل 2000. كان سبب المعارضة بشكل رئيسي موقفه الإصلاحي والحزبي للغاية، خاصة بعد أن أظهرت نتائج تدقيقه تناقضًا في إدارة تمويل الجيش الاحتياطي، وبعد أن دعا شخصًا ويراناتو إلى عزله من منصبه الوزاري. تحت تهديد موجة من الاستقالات من القادة العسكريين في حالة بقاء أجوس قرر وحيد الانحناء للضغط واستبدال أجوس بشخص رياميزارد رياكودو.
أدت علاقة وحيد المتقلبة مع وزرائه إلى 18 استبدالاً للوزراء في فترة رئاسته التي استمرت عامين. تم فصل بعض الوزراء ببساطة بسبب رفضهم التعاون وكانوا يظهرون سمات عصية، ولكن تم استبدال البعض الآخر بسبب مزاعم أكثر خطورة عن انتهاكات حقوق الإنسان منهم ويراناتو والسلوك الفاسد المشتبه به من محمد يوسف كالا.

## المرسوم
في بث تلفزيوني مباشر في 01:10 بتوقيت غرب إندونيسيا في صباح يوم 23 يوليو 2001، أعلن الرئيس وحيد سن مرسوم لمعالجة القضية السياسية الأخيرة التي اجتاحت البلاد. وادعى الرئيس وحيد أنه تلقى دعمًا كبيرًا من أجزاء من المجتمع لسن هذا المرسوم، الذي يشمل أعضاء المنظمات غير الحكومية ومجموعات الكياي.
افتتح وحيد تصريحه بزعم أن القضية السياسية الأخيرة بسبب أزمة دستورية مطولة أدت إلى مزيد من الأزمة الاقتصادية وتعوق جهوده للقضاء على الفساد. ثم أعلن أنه يجب اتخاذ إجراء استثنائي من أجل تجنب انهيار البلاد.
وكانت الفقرة التالية هي جوهر المرسوم الذي تألف من 3 نقاط: تعليق المجلس الاستشاري الشعبي، وإنشاء هيئة للتحضير للانتخابات لمدة سنة واحدة، وحل حزب جولكار بانتظار قرار المحكمة العليا. كما أمر وحيد قيادة الجيش والشرطة بدعم تطبيق المرسوم، بينما يطلب من المواطنين الإندونيسيين التزام الهدوء وأداء أنشطتهم اليومية كالمعتاد.
واستشهد وحيد أيضا بإعلان رئيس مجلس النواب أمين أمين رايس بأن إندونيسيا «ستحصل قريباً على قيادة جديدة» بعد اجتماع مع قادة الأحزاب السياسية، والذي يضم نائبته ميجاواتى سوكارنوبوترى، كمبرر لإصدار المرسوم. وتمنى أن يمنع المرسوم إنشاء حكومة منافسة إذا نجح أمين رايس.

## ما بعد المرسوم
في مارس 2002 أصدر وحيد دفاعه عن قراره بإصدار المرسوم. وبرر المرسوم الدستوري وندب على الحقائق التي مفادها أن حكم ميجاواتى ليست أفضل منه على الرغم من أن المجلس الاستشاري وعد بنيته أن يتم عزله من أجل مصلحة البلاد. على الرغم من الإحجام الأولي من وحيد عن إصدار الدفاع، وافق فيما بعد على نشره لأنه يرغب في تزويد الأجيال القادمة بالحقائق الصحيحة في حدث 23 يوليو 2001.
في عام 2016 أعلن العديد من الشخصيات السياسية الإندونيسية بما في ذلك محفوظ محمد وريزال راملي ولوهوت بينسار بانجيتان التزامهم بإعادة تقييم إرث وحيد خاصة في الأحداث التي وقعت حول مرسوم 23 يوليو 2001. جادل لوهوت بأن إقالة وحيد كان مدفوعًا أكثر من قبل المؤامرات السياسية بدلاً من النية الحقيقية لمعالجة قضية بولوغجيت وبرونيتيج، خاصة بعد أن وجد وحيد بريئًا في حكم المحكمة بعد الإقالة.